# 腸捻転
腸捻転（ちょうねんてん）は、何らかの理由により、腸が腸間膜を軸として捻れ、腸閉塞や循環障害をきたした病態である。腸捻転症。
1959年から1960年にかけて日本でフラフープブームとなった時には、「フラフープをやりすぎると腸捻転になる」という説がまことしやかにささやかれ、当時の厚生省がフラフープの人体への影響を検討する事態となったが、健康を害するというのは根拠がない風評であった。